# New Super Mario Bros.
New Super Mario Bros. es un videojuego de plataformas desarrollado y publicado por Nintendo para Nintendo DS. Fue lanzado por primera vez en mayo de 2006 en Norteamérica y Japón, y en las regiones PAL en junio de 2006. Es la primera entrega de la subserie New Super Mario Bros. de la serie Super Mario y sigue a Mario mientras se abre camino entre los secuaces de Bowser para rescatar a la Princesa Peach. Mario tiene acceso a varios potenciadores antiguos y nuevos que le ayudan a completar su misión, incluidos el super champiñón, la Flor de Fuego y la superestrella, cada uno de los cuales le otorga habilidades únicas. Mientras viaja a través de ocho mundos con más de 80 niveles, Mario tiene que derrotar a Bowser Jr. y a Bowser antes de salvar a la Princesa Peach.
Obtuvo un éxito comercial y recibió críticas positivas; los elogios se dirigieron a las mejoras realizadas en la franquicia de Mario y la fidelidad a los juegos anteriores, mientras que las críticas fueron por su bajo nivel de dificultad y muchos críticos notaron su similitud con los juegos anteriores. El título vendió más de 30 millones de copias en todo el mundo, lo que lo convirtió en el juego más vendido para Nintendo DS y uno de los videojuegos más vendidos de todos los tiempos. El éxito del juego dio lugar a una línea de secuelas lanzadas para Wii, Nintendo 3DS, Wii U y Nintendo Switch.

## Sistema de juego

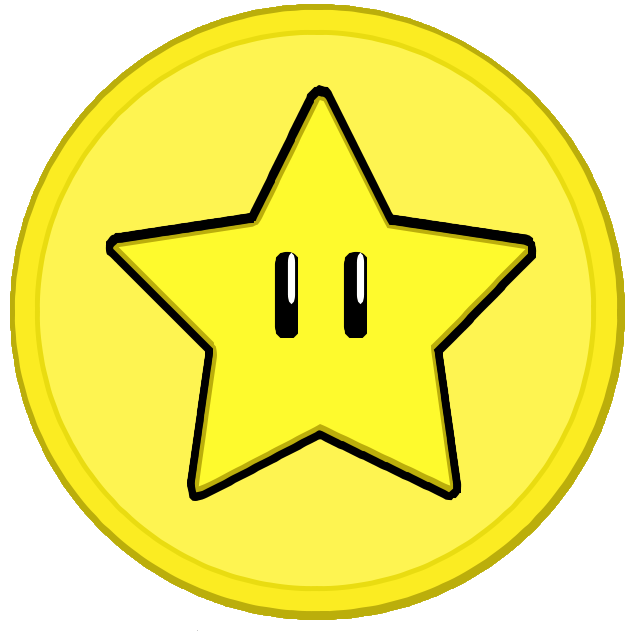
Se pueden encontrar y recolectar un total de tres Star Coins en cada etapa; si el jugador logra recolectar todas, tiene acceso a entrar en una casa Toad, en donde te permite cambiar de wallpaper en la pantalla inferior del DS

New Super Mario Bros. es un videojuego de desplazamiento lateral que si bien, son dos dimensiones, la mayoría de los personajes y objetos han sido representaciones poligonales en tercera dimensión sobre fondos en 2D, lo que da como resultado un efecto 2.5D que simula visualmente gráficos de computadora en 3D. El jugador puede elegir a Mario o Luigi como personaje en donde, al igual que en los juegos anteriores de la saga, pueden saltar, agacharse, recolectar monedas, pisotear a los enemigos y romper bloques. Los movimientos de juegos anteriores en 3D reaparecen, incluido el golpe de tierra, el triple salto y el salto de pared; a la vez que también se reincorporan los enemigos de juegos anteriores, como los Boo.
Hay entre ocho y doce niveles disponibles en cada uno de los ocho mundos, que se muestran en la pantalla táctil inferior de la Nintendo DS mientras se visualiza el mapa de los mundos, en la que, actualmente seleccionado, aparece en la pantalla superior, que se usa para navegar entre los niveles. El objetivo principal es llegar a una bandera negra al final del nivel. Al final de cada mundo, se debe derrotar a un jefe antes de pasar al siguiente. Hay seis potenciadores disponibles en New Super Mario Bros.; el juego le permite al jugador almacenar un encendido adicional cuando ya está usando uno, una característica transferida de Super Mario World. Regresan tres potenciadores de Super Mario Bros.: el Super Champiñón, que hace que Mario crezca en tamaño, Fire Flower le permite a Mario lanzar bolas de fuego y Starman hace que Mario sea temporalmente invencible. Se introducen tres potenciadores más en New Super Mario Bros.: el Blue Koopa Shell le permite a Mario retirarse a un caparazón para protegerse y realizar un ataque «shell dash». También nada más rápido cuando está en esta forma. El Mega Champiñón hace crecer a Mario a un gran tamaño, donde puede destruir todo a su paso, y el Mini Champiñón hace que Mario se encoja, lo que le permite entrar en diminutos pasadizos. Mini Mario es tan ligero que puede correr sobre el agua y saltar muy alto.
El modo multijugador del juego enfrenta a dos jugadores mientras juegan como Mario y Luigi en una de cinco etapas, tratando de ser el primero en obtener un número predeterminado de estrellas. Ambos pueden atacarse entre sí en un intento de robar las estrellas del otro. Saltar sobre el personaje del oponente hará que pierda una estrella, mientras que si golpea el suelo, perderá tres. Además, algunos minijuegos que antes estaban disponibles en Super Mario 64 DS han regresado y ahora ofrecen opciones multijugador para agregar valor de reproducción. Los minijuegos se dividen en cuatro categorías: Acción, Rompecabezas, Mesa y Variedad. New Super Mario Bros. contiene dieciocho minijuegos para un solo jugador y diez minijuegos para varios jugadores.

## Trama
Mario y la princesa Peach caminan juntos cuando un rayo golpea de repente el castillo de Peach cercano. Mientras Mario corre a investigar, aparece Bowser Jr., se acerca sigilosamente a la princesa por detrás y la secuestra. Al darse cuenta de lo que ha sucedido, Mario rápidamente regresa y lo persigue, aventurándose a través de ocho mundos persiguiendo a Bowser Jr. e intentando rescatar a la princesa capturada. Mario los alcanza y se enfrenta a él de vez en cuando, pero no puede salvar a la princesa de las garras de Bowser Jr. Al final del primer mundo, Bowser Jr. se retira a un castillo, donde su padre, Bowser, espera a Mario en un puente sobre un pozo lleno de lava. En una escena que recuerda mucho al Super Mario Bros. original, Mario activa un botón detrás de Bowser para derrotarlo, y el puente debajo de Bowser se derrumba, lo que hace que caiga en la lava, quemando su carne y dejando un esqueleto.
Aunque Bowser fue derrotado en el primer mundo, esto no impide que Bowser Jr. corra por los mundos restantes con Peach a cuestas, lo que obliga a Mario a perseguirlo antes de llegar al castillo de Bowser en el Mundo 8. Allí, Bowser Jr. revive el esqueleto de su padre, creando a Dry Bowser, pero Mario una vez más derrota a Bowser arrojándolo a un pozo profundo. En la batalla final, Bowser Jr. huye una vez más a través de un abismo de lava hacia un castillo más grande, donde arroja los huesos de su padre a un caldero y revive a Bowser en su forma original. Atacan a Mario, pero él deja caer a la pareja en el pozo de abajo. En la secuencia final del juego, Mario rescata a Peach, quien lo besa en la mejilla. En los créditos finales, se ve a Bowser Jr. arrastrando a su padre inconsciente por el suelo. Mira la pantalla y gruñe, rompiendo la cuarta pared.

## Desarrollo

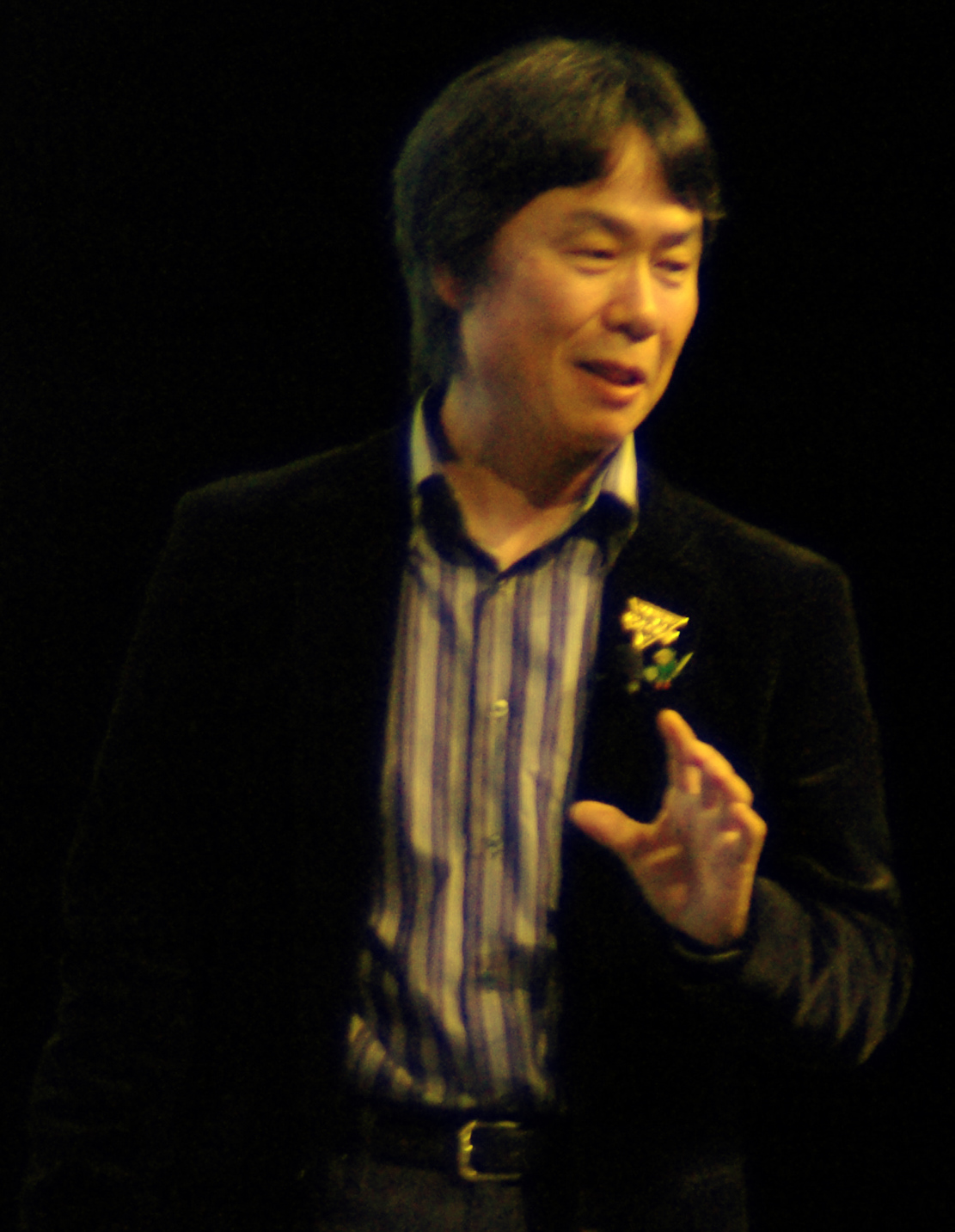
El creador de la serie, Shigeru Miyamoto, supervisó la producción de New Super Mario Bros.

Nintendo anunció el 21 de enero de 2006 que New Super Mario Bros. se lanzaría para Nintendo DS el 7 de mayo de 2006. Los nuevos potenciadores del juego también se introdujeron al mismo tiempo, incluidos los Blue Koopa Shell y el Mega Champiñón. Nintendo mencionó además que el juego se jugaría en 2D, pero usaría modelos 3D para crear una apariencia 2.5D. El lanzamiento del 7 de mayo se retrasó más tarde hacia el 21 de mayo, pero la fecha de lanzamiento del juego finalmente solo se retrasó un poco hasta el 15 de mayo; Nintendo también planeó lanzarlo casi al mismo tiempo que se lanzó el Nintendo DS Lite, el 11 de junio de 2006.
New Super Mario Bros. es el primer juego de plataformas 2D original protagonizado por Mario desde Super Mario Land 2 en 1992. New Super Mario Bros. estuvo disponible para jugar en el E3 de 2005. Los diseñadores del juego tuvieron mucha más libertad con los diseños en New Super Mario Bros. en comparación con los juegos anteriores de Mario en 2D. Ahora se pueden crear personajes, enemigos y objetos con animaciones mucho más detalladas, sin necesidad de diseñarlos a mano. Para proporcionar pistas visuales, los desarrolladores hicieron que la cámara del juego fuera más dinámica; se acerca y se aleja de la acción dependiendo de la situación para brindar atención donde sea necesario.
La física juega un papel importante en la mecánica de New Super Mario Bros. Sin las rígidas restricciones de los sprites y fondos basados en mosaicos, los diseñadores tenían libertad para explorar nuevas mecánicas de juego; cuando Mario aterriza en la parte superior de un árbol, se tambalea y finalmente se cae si permanece inmóvil durante demasiado tiempo. Mario también puede columpiarse en cuerdas y caminar sobre cables que se doblan y estiran bajo su peso.
Al principio del desarrollo, se planearon ideas de no utilizar actuación de voz para permanecer fieles al espíritu del Super Mario Bros. original de Nintendo Entertainment System. Sin embargo, la actuación de voz finalmente fue adoptada por los desarrolladores, quienes decidieron que serviría al juego de manera positiva. Aunque la actuación de voz se utilizó en versiones anteriores de Mario en 2D, New Super Mario Bros. es el primer juego original de Mario en 2D que utiliza la actuación de voz. Charles Martinet volvió a dar voz a Mario y Luigi, junto con Nicole Mills como la Princesa Peach y Dolores Rogers como Bowser Jr. New Super Mario Bros. presenta su banda sonora compuesta por Asuka Ohta y Hajime Wakai bajo la dirección del compositor de la serie Super Mario Bros., Koji Kondo, quien también creó «Aboveground BGM», el tema principal de los niveles regulares. La música del juego dicta la jugabilidad; los enemigos saltan y bailan al ritmo de la música. Al predecir los movimientos del enemigo, los jugadores pueden cronometrar sus saltos con los movimientos del enemigo para llegar a áreas que de otro modo serían inaccesibles.

## Recepción
New Super Mario Bros. fue lanzado por Nintendo en América del Norte el 15 de mayo de 2006, en Japón el 25 de mayo de 2006, y en Europa el 30 de junio de 2006. La empresa no especificó por qué eligió retrasar diez días el lanzamiento del juego en su mercado local de Japón, pero GameSpot señaló que «es lógico que la compañía simplemente quiera unos días más para crear inventario». En Japón, se vendieron más de 480 000 unidades de New Super Mario Bros. el día de su lanzamiento y 900 000 copias en los primeros cuatro días. En ese momento, fue el debut más vendido de un juego de Nintendo DS en Japón, pero desde entonces ha sido superado por Pokémon Diamond and Pearl. Es el vigésimo sexto juego más vendido de Japón en 2008. En los Estados Unidos, se vendieron 500 000 copias de New Super Mario Bros. en los primeros 35 días y se vendió un millón de copias doce semanas después de su lanzamiento. Las ventas mundiales han aumentado constantemente a lo largo de los años, con cinco millones de copias en abril de 2008, dieciocho millones en marzo de 2009 y 30,8 millones en marzo de 2016, lo que lo convierte en el juego más vendido para Nintendo DS y uno de los más vendidos de todos los tiempos.
El juego recibió críticas positivas, y varios calificaron a New Super Mario Bros. como uno de los mejores juegos disponibles para Nintendo DS. GameZone creía que era el «juego de moda» en comprar para cualquier propietario de DS, y señaló su «enorme potencial de exploración» y la reinvención del género de juegos de plataforma. Tom Bramwell de Eurogamer declaró: «He hecho este tipo de cosas cientos de veces durante miles de días en lo que parece una docena de juegos de Mario. Todavía me encanta». Creyendo que los jugadores experimentados necesitarían muy poco tiempo para completar el juego, GameSpot, sin embargo, consideró a New Super Mario Bros. un juego «completamente asombroso» que era un videojuego «absolutamente necesario». GamesRadar consideró que era una ganga y señaló que incluía «un juego en solitario completamente sólido, uno para dos jugadores simple pero emocionante y luego una colección de juegos de lápiz óptico súper rápidos».
Varios revisores hicieron comparaciones entre New Super Mario Bros. y sus juegos favoritos de Mario. Aunque algunos encontraron que otros juegos de la saga eran mejores, la mayoría de los revisores aún estaban satisfechos con la experiencia general del título. Sin embargo, algunos fanáticos criticaron el juego por su baja dificultad en comparación con otros juegos de Mario. Craig Harris de IGN estaba entusiasmado con New Super Mario Bros., afirmando que era su nuevo juego de plataformas favorito, superando a su anterior favorito, Super Mario World 2: Yoshi's Island. Aunque Super Mario World y Super Mario Bros. 3 fueron considerados los mejores juegos de Mario en 2D por Mr. Marbles de GamePro, decidió agregar New Super Mario Bros. como su tercer juego de Mario favorito, que admitió que tenía mucho más valor de repetición que el otros dos. Aunque el juego incluye nuevas funciones, como un modo versus, GameRevolution hizo la pregunta desconcertada: «¿Puede Mario volver a ser realmente new?». También decepcionó a Greg Sewart de X-Play, quien descubrió que el título no cumplía con los estándares establecidos por sus predecesores, pero aun así lo consideraba el mejor videojuego de desplazamiento lateral disponible para Nintendo DS.
Los gráficos y el audio del juego recibieron elogios en varias reseñas. La revista Computer and Video Games se entretuvo con la «rebanada finamente elaborada de Mario», junto con los minijuegos adicionales ofrecidos. Creían que el audio era muy bueno para un juego de Nintendo DS y predijeron que «todavía asustaría a las personas con problemas de audición». La experiencia general del juego complació a 1UP.com, que aplaudió la capacidad de Nintendo para crear una vez más una experiencia portátil agradable, sólida y desafiante. Sin embargo, se sintieron decepcionados por la falta de imaginación para esta nueva versión.
New Super Mario Bros. recibió numerosos premios y reconocimientos. Recibió los premios Game of the Month de Game Informer y Electronic Gaming Monthly, y los Editors' Choice Awards de IGN y GameSpot. El juego fue elegido Mejor juego portátil en los premios Spike Video Game Awards de 2006, Mejor juego de Nintendo DS por GameSpot, y ganó premios al Mejor juego de plataformas de X-Play y Nintendo Power. El juego recibió el premio Choice Video Game en los Teen Choice Awards de 2006 y el Juego del año de Nintendo en el Golden Joystick Award de 2006. En 2009, la revista oficial de Nintendo comentó: «Claro, a veces es un poco fácil y un poco corto, pero con nuevos y geniales potenciadores y muchos guiños retro, pocos juegos te hacen sonreír más», colocando el juego en el puesto 30 en una lista de los mejores juegos de Nintendo.

## Secuelas
New Super Mario Bros. Wii, un sucesor de New Super Mario Bros., fue lanzado internacionalmente para Wii el 12 de noviembre de 2009. Presenta una jugabilidad similar a su predecesor, con varios de los mismos potenciadores que regresan, así como también nuevos. El juego es el primero de Super Mario que presenta un modo cooperativo para hasta cuatro personas. Una secuela directa, New Super Mario Bros. 2, se lanzó para Nintendo 3DS el 28 de julio de 2012. New Super Mario Bros. U se lanzó como título de lanzamiento para Wii U el 18 de noviembre de 2012. Una expansión del juego titulada New Super Luigi U se lanzó como DLC el 20 de junio de 2013, pero luego se volvió a publicar como su propio disco. Una versión mejorada de New Super Mario Bros. U, incluido New Super Luigi U, se lanzó para Nintendo Switch el 11 de enero de 2019, bajo el nombre de New Super Mario Bros. U Deluxe. Presenta a Toadette como un nuevo personaje jugable.

## Nota
1. ↑  En japonés: New スーパーマリオブラザーズ (Nyū Sūpā Mario Burazāzu?)